# St. Servatius (Hembergen)

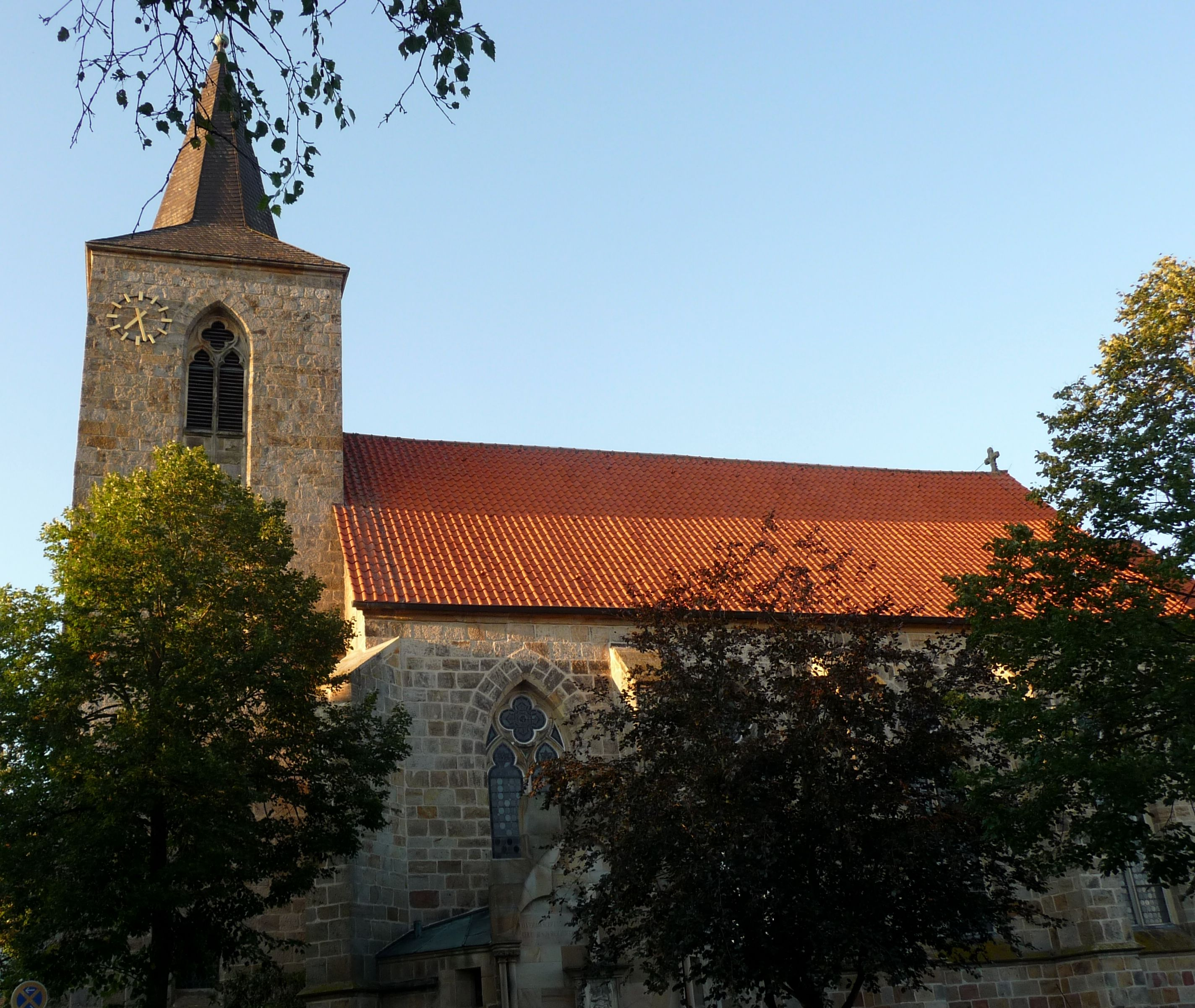
St. Servatius (Emsdetten)

Die denkmalgeschützte, römisch-katholische Filialkirche St. Servatius steht im Ortsteil Hembergen der Stadt Emsdetten im Kreis Steinfurt (Nordrhein-Westfalen). Sie gehört als Teil der Pfarrei St. Pankratius zum Dekanat Steinfurt im Bistum Münster.

## Beschreibung

### Heutiger Kirchenbau

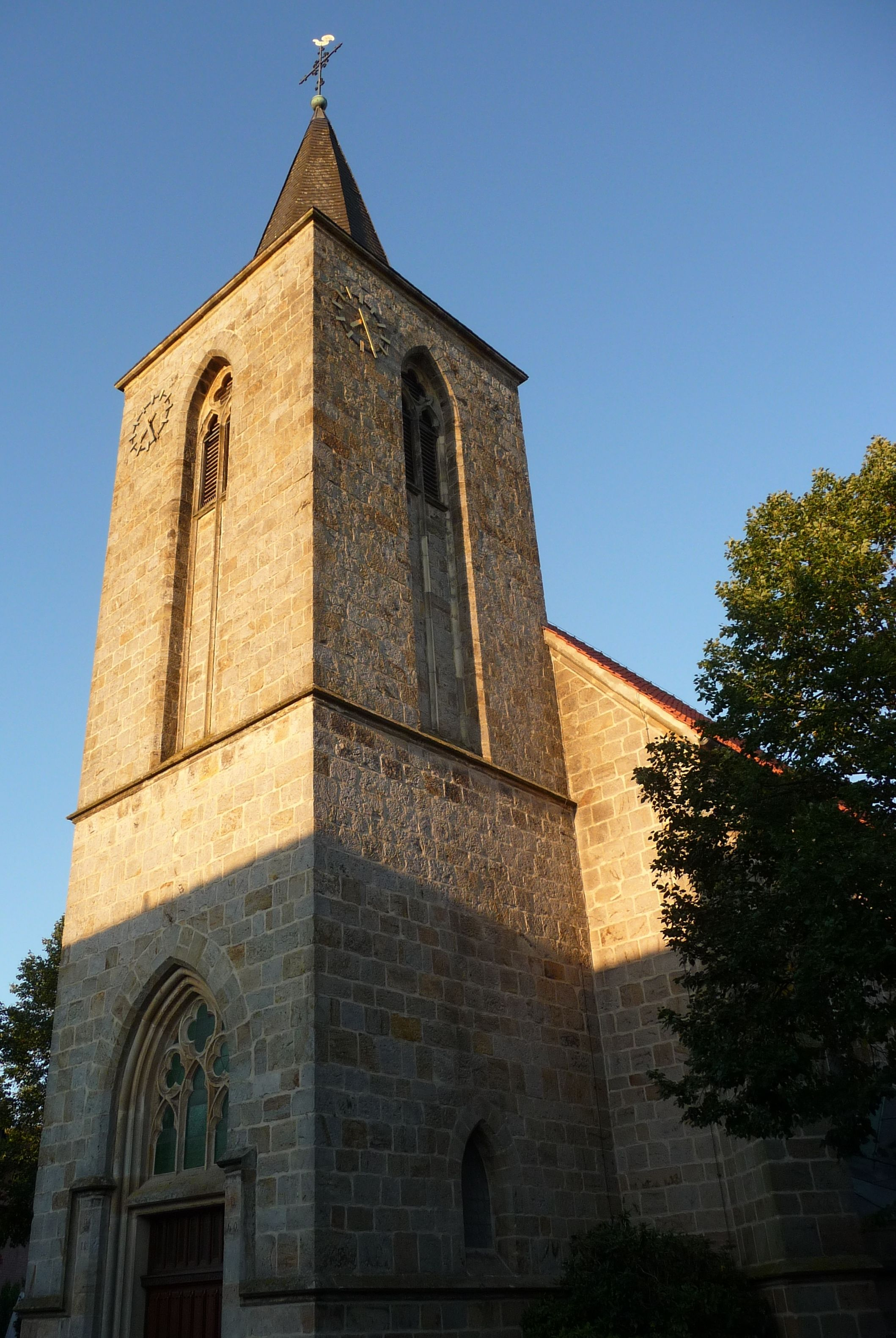
Blick auf den Kirchturm

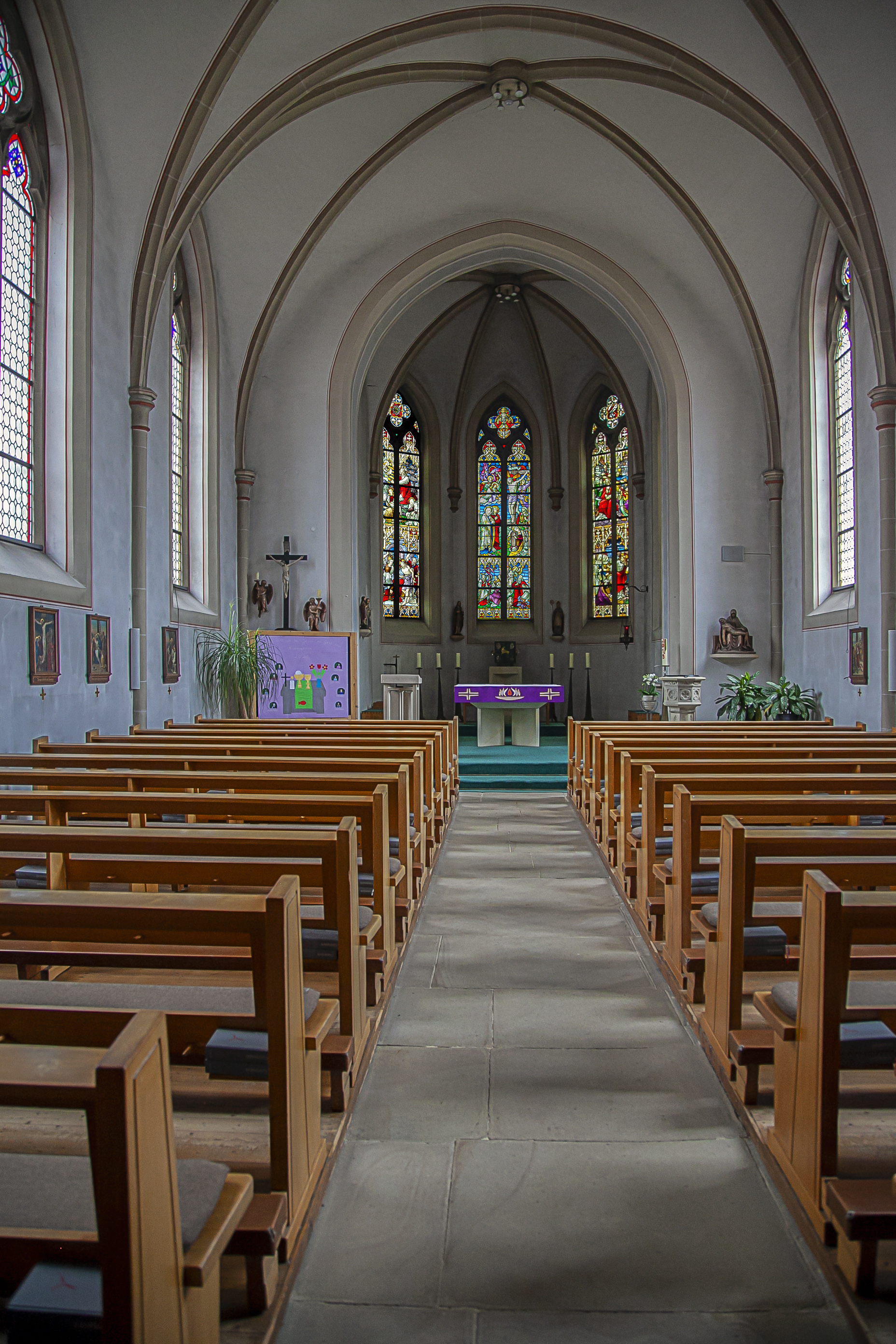
Innenansicht, Blick auf den Altar

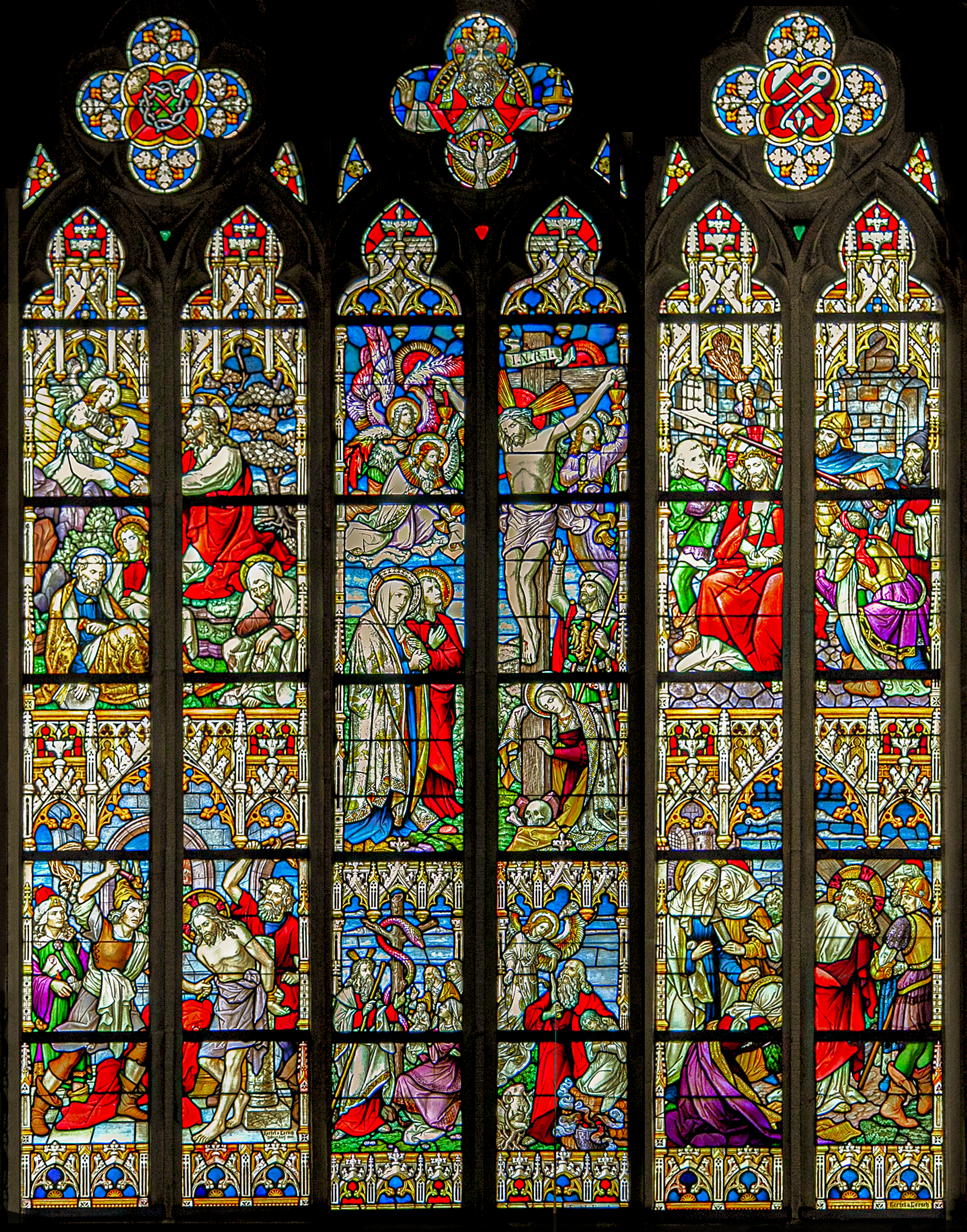
Chorfenster (Glasmalerwerkstatt Hertel und Lersch, Düsseldorf 1903)

Bei dem heutigen Kirchenbau handelt es sich um einen neugotischen, einschiffigen Gewölbebau mit einem Mauerwerk aus Werkstein.
Die 1925 erbaute Südkapelle verfügt über ein eingemauertes Bildstockrelief.
Der Kirchturm beherbergt die ältesten Glocken unter den Emsdettener Kirchen. Sie wurden in den Jahren 1504 und 1696 hergestellt.

### Orgel
Die Orgel auf der Empore wurde ursprünglich 1965 von Karl Schuke Orgelbau für die Eilsumer Kirche gebaut. Da der Verkauf jedoch nicht zustande kam, wurde sie im selben Jahr von der Oldersumer Kirche erworben, wo sie bis August 2004 eingesetzt wurde. In diesem Jahr kam sie durch einen Verkauf der Firma Ladach nach Hembergen.
Sie hat 9 Register auf einem Manual und Pedal. Die Disposition lautet:
| I Manual C–g3 |    |
| Principal     | 8′ |
| Gedackt       | 8′ |
| Oktave        | 4′ |
| Rohrflöte     | 4′ |
| Oktave        | 2′ |
| Mixtur IV−V   |    |
| Trompete      | 8′ |

| Pedal C–f1 |     |
| Subbass    | 16′ |
| Gemshorn   | 8′  |

Die Spiel- und Registertraktur sind mechanisch. Die Windladen sind als Schleifladen ausgeführt.
- Koppel: Pedalkoppel

## Geschichte

### Gründung
Die ehemalige Gemeinde St. Servatius in Hembergen ist über 800 Jahre alt und damit nachweislich eine der ältesten Gemeinden im Bistum Münster. Auch das seltene Patrozinium des Bischofs Servatius weist darauf hin. Um 1200 ließ der damalige Münsteraner Bischof Hermann II. eine Kapelle zu dessen Ehren errichten. Sie wurde der Martinuspfarrei Greven unterstellt und behielt diese Zugehörigkeit bis mindestens in das Jahr 1245. Ab 1282 ist Hembergen als selbstständige Pfarrei mit einem Kirchenbau belegt.

### Geldnot der alten Kirchengemeinde
Bei der Kirchenvisitation im Jahr 1571 wird die Pfarrei als ärmste im gesamten Stift Münster bezeichnet. Ihr Pfarrer Theodoricus Oithmarinck beschreibt, dass lediglich ein Messgewand vorhanden und der Kelch aus Emsdetten geliehen sei. Auch sei das Dach marode, es gäbe jedoch keinerlei finanzielle Mittel, um der Situation Abhilfe zu schaffen. Diese Geldnot ergab sich wohl aus der Tatsache, dass die umliegenden Bauerschaften nicht zur Kirchengemeinde Hembergen, sondern Greven gehörten. So konnten kaum Höfe mit Abgaben belegt werden.
Der Verfall der Kirche setzte sich so weiter fort, bis sie im 19. Jahrhundert endgültig abgebrochen werden musste.

### Heutige Kirche
Das heutige Kirchengebäude wurde in den Jahren von 1860 bis 1862 nach Entwürfen des Architekten Emil von Manger aus Oelde erbaut.
Im November 2004 verlor die Pfarrgemeinde St. Servatius ihre Eigenständigkeit als Pfarrei durch die Zusammenlegung mit der Pfarrei St. Marien. Die Zusammenlegung von St. Marien und St. Pankratius erfolgte im September 2012.